# Radès
Radès (arabiska رادس, Rādis) är en hamnstad i Tunisien. Den är belägen i Ben Arous guvernement, och ligger cirka nio kilometer nordöst om Tunis. Folkmängden uppgår till cirka 60 000 invånare.

## Sport
Här finns fotbollsarenan Stade Olympique de Radès.

### Fotnoter
1. ↑   Statistiques Tunisie; Population, Logements et ménages par commune et arrondissemen (excelfil) Arkiverad 30 juni 2015 hämtat från the Wayback Machine. Läst 28 juni 2015.
2. ↑  ”Stade olympique de Radès” (på engelska). Info-stades. http://www.info-stades.fr/fr/stade/710/tunis-stade-olympique. Läst 30 januari 2014.